# Klecza Dolna
Klecza Dolna – wieś w Polsce położona w województwie małopolskim, w powiecie wadowickim, w gminie Wadowice, 320–389 m n.p.m. na Pogórzu Wielickim oraz skraju Beskidu Małego, na trasie Cieszyn – Kraków, stanowiąca jedność do końca XV w.
W latach 1954–1961 wieś należała i była siedzibą władz gromady Klecza Dolna, po jej zniesieniu w gromadzie Barwałd. W latach 1975–1998 miejscowość administracyjnie należała do województwa bielskiego.

## Nazwa
Nazwę miejscowości w zlatynizowanej staropolskiej formie Clecza villa wymienia w latach 1470–1480 Jan Długosz w księdze Liber beneficiorum dioecesis Cracoviensis. W okresie tym nie rozróżniano Kleczy Dolnej i Górnej. Rozdział miejscowości nastąpił dopiero w 1490 roku.

## Części wsi
| SIMC    | Nazwa      | Rodzaj     |
| ------- | ---------- | ---------- |
| 0074352 | Kleparz    | część wsi  |
| 0074369 | Kopiec     | część wsi  |
| 0074375 | Kwapinówka | część wsi  |
| 0074464 | Łysa Góra  | przysiółek |
| 0074381 | Nowa Wieś  | część wsi  |
| 0074398 | Ostrowa    | część wsi  |
| 0074406 | Pagórek    | część wsi  |
| 0074412 | Piekielec  | część wsi  |
| 0074429 | Pniaki     | część wsi  |
| 0074435 | Rogatka    | część wsi  |
| 0074441 | Zarębki    | część wsi  |
| 0074458 | Zaszkole   | część wsi  |

## Historia
- 1353 – pierwsza udokumentowana wzmianka o wsi.
- W latach 1470–1480 Jan Długosz w księdze Liber beneficiorum dioecesis Cracoviensis jako właściciela miejscowości podaje Andrzeja Słupskiego[4].
- 1490–1499 – podział wsi na Kleczę Dolną i Kleczę Górną.
- W 1893 cesarska i królewska Armia utworzyła w Kleczy Dolnej Zakład Młodych Koni, czyli remontów (niem. Remontendepot), którego pierwszym komendantem został podpułkownik Ludwig von Pütz[7]. W 1900 nowym komendantem został major Alfred von Schuster[8], który na tym stanowisku 1 listopada 1904 awansował na podpułkownika. W 1907 stanowisko komendanta objął podpułkownik Karl von Swogetinsky[9]. W latach 1908–1910 zastępcą komendanta był podpułkownik Julian Jan Fischer-Drauenegg. W 1910 depot został przemianowany na stadninę źrebiąt (niem. Fohlonbofes), a obowiązki jej komendanta powierzono podpułkownikowi Michałowi Szeparowiczowi[10]. W 1913 kolejnym komendantem został tytularny pułkownik Joseph Beitl[11]. Pułkownik Fischer-Drauenegg wrócił do Kleczy w grudniu 1918 jako komendant, już po przejęciu stadniny przez Wojsko Polskie.
- W 1915 znajdował się tu obóz (namiotowy, czasowy) dla 12 000 jeńców rosyjskich, którego lekarzem naczelnym był dr Władysław Hertzberg[12].

## Zabytki
Obiekt wpisany do rejestru zabytków nieruchomych województwa małopolskiego.
- Dwór, pozostałości założenia parkowego.
Dwór powstał na początku XX wieku z inicjatywy Przecława Sławińskiego dla jego córek: Wiktorii i Zofii.

Inne
- Interaktywne Centrum Pszczelarstwa Apilandia, które zostało otwarte 25 sierpnia 2018 roku[14].

## Życie kulturalne
- W 1948 roku powstała orkiestra dęta prosperująca nieprzerwanie do dziś i osiągająca coraz lepsze wyniki na szczeblu krajowym. Od 1998 orkiestrę przejął mgr Jarosław Mitoraj i radykalnie zmienił się repertuar oraz poziom gry. Orkiestra wyjeżdża na liczne koncerty oraz konkursy zajmując czołowe miejsca.

## Sport
- W 1949 roku powstał Ludowy Klub Sportowy „Iskra Klecza”, który w 2018 wycofał się z rozgrywek w lidze okręgowej[15].

## Osoby związane z miejscowością
- Jacek Bober – bernardyn, gwardian klasztorów w Przeworsku i Samborze.
- Ireneusz Gugulski – warszawski nauczyciel polonista
- Witold Michałkiewicz – lekarz, ginekolog, wykładowca i rektor Akademii Medycznej w Poznaniu, członek Polskiej Akademii Nauk
- Józef Wątróbski – podporucznik piechoty Wojska Polskiego, cichociemny.